# Formula E Holdings
Formula E Holdings Ltd. (FEH) ist eine in Hongkong zugelassene und von ihrer Londoner Niederlassung agierende Firma, welche die FIA-Formel-E-Meisterschaft durchführt und promotet.
Die Firma wurde 2012 gegründet, nachdem sie bei einem Ausschreibungsverfahren durch die FIA den Zuschlag für die Ausrichtung der FIA-Formel-E-Meisterschaft erhielt. In dieser sollten nach den Vorgaben der FIA Rennwagen teilnehmen, die ausschließlich durch Elektrizität angetrieben werden. 
Gründer der Firma und Vertragsunterzeichner mit der FIA sind Enrique Bañuelos und Alejandro Agag. Letzterer ist Geschäftsführer (CEO) der Gesellschaft.
Der Vertrag zwischen der Formula E Holdings Ltd. und der FIA hat eine Laufzeit von zehn Jahren. FEH hat sich verpflichtet, für diesen Zeitraum der FIA eine Mindestsumme von 24,3 Millionen US-Dollar zu erstatten.
Formula E Holdings hat zwei Tochterfirmen: die Formula E Operations (FEO) sowie die in den Niederlanden registrierte Formula E Rights BV (FER).